# Clain
Clain er en 125 km lang flod i det vestlige Frankrig, der er biflod til Vienne. Den har udspring i nærheden af Hiesse i departementet Charente. 
Clain flyder forbi følgende franske departementer og byer:
- Charente
- Vienne: Pressac, Vivonne, Poitiers.

Clain løber sammen med Vienne i nærheden af Châtellerault, i Cenon-sur-Vienne.